# Commeny
Commeny község Franciaország Île-de-France régiójában, Val-d’Oise megyében. 2024. január 1-jén a korábbi Commeny és Gouzangrez község egyesült. Az így létrejött új község átvette (megtartotta) a korábbi Commeny nevet. Egyesüléskor az új község lélekszáma 674 fő lett. Lakosainak száma 648 fő (2022. január 1.).

## Földrajza
Commeny Le Perchay, Avernes, Théméricourt, Le Bellay-en-Vexin, Moussy, Guiry-en-Vexin és Cléry-en-Vexin községekkel határos.
```
Lakosainak száma 648 fő 
(2022. január 1.)
.
[
1
]
```

## Népesség
| 2021 | 653 |
| 2022 | 648 |